# Kasreman (Pakel)
Kasreman is een bestuurslaag in het regentschap Tulungagung van de provincie Oost-Java, Indonesië. Kasreman telt 1006 inwoners (volkstelling 2010).